# Stiphidion raveni
Stiphidion raveni là một loài nhện trong họ Stiphidiidae.
Loài này thuộc chi Stiphidion. Stiphidion raveni được V. T. Davies miêu tả năm 1988.